# Хольцер, Зепп
Зепп Хольцер (род. 24 июля 1942, Рамингштайн, Зальцбург) — австрийский фермер, автор и международный консультант методов экологического сельского хозяйства.

## Биография
Зепп Хольцер родился в 1942 году в семье фермеров. В 1962 году стал управлять горной фермой родителей. Разочаровавшись в ортодоксальных методах сельского хозяйства, Хольцер начал разрабатывать собственный экологический хозяйственный подход, названный в дальнейшем «пермакультурой Хольцера».
Его фермерское хозяйство Краметерхоф располагается в Австрийских Альпах на высоте 1100—1500 метров над уровнем моря. Зеппа Хольцера называют «мятежным фермером», потому что он упорствовал в своих методах несмотря на то, что был оштрафован и даже находился под угрозой тюрьмы из-за собственной агротехники, подразумевающей отказ от подрезания плодовых деревьев — неподрезанные плодовые деревья выдерживают нагрузки от снега, от которых ломаются подрезанные деревья. Среди других ныне всемирно известных его приёмов — использование водоёмов как отражателей для увеличения коэффициента пассивного солнечного нагрева, а также использования микроклимата, созданного обнажением горных пород, чтобы расширить зону благоприятности для соседних растений. Зепп также проделал различные прикладные исследования.
Руками Зеппа Хольцера ферма Краметерхоф, находящаяся в сложных условиях рискованного земледелия, была превращена в продуктивное устойчивое эко-хозяйство с низкими трудозатратами, широким ассортиментом и высоким качеством продукции, зафиксированными в научной работе Стефана Роттера из Венского экономического университета. Ферма занимает немногим более 50 гектаров садов, включая 70 водоёмов, и, возможно, является самым последовательным примером применения принципов пермакультуры во всём мире. В настоящее время управление фермой Краметерхоф принял на себя Йозеф-Андреас Хольцер, сын Зеппа Хольцера. Ферма открыта для туристов, в ней так же проводятся семинары по пермакультуре («Пермакультура Хольцера»).
С 2014 года Зепп Хольцер проживает в собственном поместье Хольцерхофф (недоступная ссылка) на юге Австрии, организованном также в соответствии с авторскими принципами. Поместье открыто для экскурсий. Зепп Хольцер продолжает свою просветительскую и консультативную деятельность по всему миру.

## Книги
- Зепп Хольцер. Пермакультура. DAAC Hermes Pres, Кишинев 2014.
- Зепп Хольцер. «Пустыня или рай». DAAC Hermes Pres, Кишинев 2014.
- Аграрий-революционер.
- Пермакультура Зеппа Хольцера, часть 1.
- Пермакультура Зеппа Хольцера, часть 2.
- Пермакультура Хольцера в Украине и России
- Й. Хольцер, К. Хольцер, Й. Калькхоф. Травяные спирали, сады на террасах. Планирование, строительство, посадка. Практическое руководство.
- Зепп Хольцер. Пустыня или рай. — 2012.